# Bundenthal
Bundenthal település Németországban, Rajna-vidék-Pfalz tartományban. Lakosainak száma 1055 fő (2023. december 31.).

## Népesség
A település népességének változása:
| Lakosok száma | 1121 | 1099 | 1073 | 1063 | 1055 |
|               | 2017 | 2019 | 2021 | 2022 | 2023 |